# Самір ар-Ріфаї (молодший)
Самір ар-Ріфаї (араб. سمير زيد الرفاعي; нар. 1 липня 1966) — йорданський політик, голова уряду Йорданії від грудня 2009 до лютого 2011 року.

## Врядування
Період перебування ар-Ріфаї на посту глави уряду супроводжувався зростанням інфляції. У січні 2011 року країною прокотилась хвиля демонстрацій, в результаті яких на початку лютого уряд був відправлений у відставку.